# Conde de Snowdon
El conde de Snowdon es un título del Peerage del Reino Unido. Fue creado en 1961, junto con el título subsidiario de vizconde Linley, de Nymans en el condado de Sussex, por la reina Isabel II para su entonces cuñado, Antony Armstrong-Jones, que se casó con la princesa Margarita en 1960.

## Títulos

### Elección de nombres
Snowdon, elegido para el condado, se había utilizado anteriormente para un título de nobleza con asociaciones reales. El título de barón de Snowdon había sido conferido en 1726 junto con el ducado de Edimburgo al príncipe Federico Luis, nieto de Jorge I y futuro príncipe de Gales. Se fusionó con la corona en 1760, cuando su titular accedió como Jorge III.
Linley, elegido vizcondado, procede del bisabuelo materno del 1er. conde de Snowdon, el dibujante e ilustrador inglés Edward Linley Sambourne. 
Nymans, elegido como designación territorial del vizcondado, se refiere a un jardín inglés cerca de Handcross, en Sussex Occidental, donde se había criado Anne Armstrong-Jones, de soltera Messel, condesa de Rosse, madre del 1er. conde de Snowdon.

## Historia
Snowdon como título tenía asociaciones reales previas, el título de barón de Snowdon le fue otorgado junto con el ducado de Edimburgo al príncipe Federico-Luis, nieto del rey Jorge I y futuro príncipe de Gales, en 1726. El título se fusionó a la Corona en 1760, cuando su titular ascendió al trono como rey Jorge III de Gran Bretaña.

## Titulares del condado de Snowdon (cr.1961)
- Antony Charles Robert Armstrong-Jones, I conde, GCVO (1930-2017). Le sucedió su hijo:
- David Albert Charles Armstrong-Jones, II conde (n. 1961); 
  -  Charles Armstrong-Jones, vizconde Linley (n. 1999), heredero de los títulos de nobleza.

## Escudos de armas

Armas del 1er Conde de Snowdon, GCVO.
Armas del 2º Conde de Snowdon.
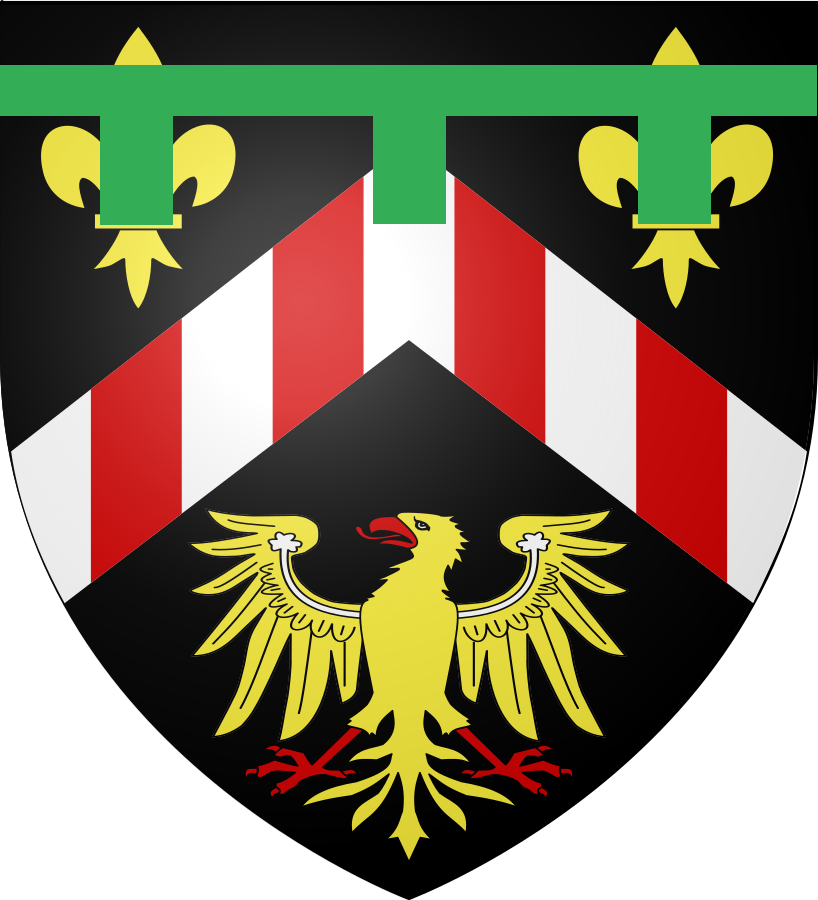
Armas del heredero del 2º Conde de Snowdon, Charles, Vizconde Linley.